# Bernedo
Bernedo là một đô thị trong tỉnh Álava, thuộc Xứ Basque, phía bắc Tây Ban Nha.
Bernedo cách thủ phủ Victoria 38 km. Đô thị này có diện tích 130,44 km², dân số là 581 người (INE 2007) với mật độ 4,45 người/km². Mã số bưu chính là 01118.